# دكتور ستون
دكتور ستون (باليابانية: ドクターストーン، بالروماجي: Dokutā Sutōn) (بالإنجليزية: Dr. Stone) هي سلسلة مانغا يابانية من تأليف ريتشيرو إيناغاكي ورسم بويتشي، نشرت من قبل شوئيشا في مجلة شونن جمب الأسبوعية منذ 6 مارس عام 2017. اقتبست المانغا إلى أنمي تلفزيوني من قبل استوديو طوكيو موفي شينشا، عرض الأنمي منذ 5 يوليو 2019 واستمر لغاية 13 ديسمبر من نفس العام بتعداد 24 حلقة.

## القصة
في عام 2019، يتعرض البشر لوميض غامض يؤدي إلى تحجرهم بالكامل. يستمر هذا الجمود لمدة 3,718 عامًا، حتى يستيقظ سينكو إيشيغامي، عبقري يبلغ من العمر 16 عامًا، ليجد العالم خاليًا من الحضارة البشرية، وقد ابتلعته الطبيعة. يقرر سينكو دراسة التحجر وفهم أسبابه لإيجاد علاج يعيد البشر إلى حياتهم. بعد ستة أشهر، يستيقظ صديقه تايجو أوكي، ويكتشفان أن حمض النيتريك هو مفتاح العودة. باستخدام هذه المعرفة، يطوران مركبًا يمكنه إحياء الآخرين، ويبدآن بإعادة زميلتهما يوزوريها أوغاوا والمقاتل القوي تسوکاسا شيشيو، بهدف إعادة بناء الحضارة عبر العلم.
لكن تسوكاسا يرفض فكرة إعادة العالم كما كان، معتقدًا أن المجتمع السابق كان فاسدًا ويجب ألا يُبعث من جديد. بدلاً من ذلك، يريد إنشاء عالم جديد قائم على القوة، حتى أنه يبدأ في تحطيم تماثيل البالغين المتحجرين لمنعهم من العودة. بعد خداع سينكو للحصول على صيغة السائل المُحيي، يحاول قتله حين يدرك أن العلم قد يشكل تهديدًا لخططه. ظانًا أنه قضى على سينكو، يغادر ليؤسس إمبراطوريته الخاصة في عالم الحجر.
لكن سينكو ينجو ويجد قبيلة من البشر لم يتأثروا بالتحجر. يراهم فرصة لإنشاء مملكة العلم، وبمرور الوقت، يكسب ثقتهم. يكتشف لاحقًا أن هذه القرية أسسها والده بياكويا، الذي نجا مع خمسة رواد فضاء آخرين لأنهم كانوا في محطة الفضاء الدولية عند وقوع الحدث. بمساعدة حلفائه الجدد، يقود سينكو حربًا ضد إمبراطورية تسوكاسا، ويتمكن من الانتصار، مُثبتًا قوة العلم. بعد المعركة، يكتشف أن والده ترك معادن ثمينة يمكن استخدامها لإنتاج المزيد من سائل الإحياء، لكن هذه المعادن موجودة على جزيرة تسكنها مملكة التحجر، وهم من يمتلكون الجهاز الذي تسبب في الكارثة منذ آلاف السنين.

## الشخصيات

### الشخصيات الرئيسية
سينكو إيشيغامي (باليابانية: 石神 千空، بالروماجي: Ishigami Senku)
أداء صوتي: يوسكي كوباياشي، ميكاكو كوماتسو (أيام الطفولة)
تايجو أوكي (باليابانية: 大木 大樹، بالروماجي: Ōki Taiju)
أداء صوتي: ماكوتو فوروكاوا
يوزوريها أوغاوا (باليابانية: 小川 杠، بالروماجي: Ogawa Yuzuriha)
أداء صوتي: كانا إيتشينوسي
تسوكاسا شيشيو (باليابانية: 獅子王 司، بالروماجي: Shishiō Tsukasa)
أداء صوتي: يويتشي ناكامورا
غين أساغيري (باليابانية: あさぎり ゲン (浅霧 幻)، بالروماجي: Asagiri Gen)
أداء صوتي: كينغو كاوانيشي
كروم (باليابانية: クロム، بالروماجي: Kuromu)
أداء صوتي: غين ساتو
كوهاكو (باليابانية: コハク، بالروماجي: Kohaku)
أداء صوتي: مانامي نوماكورا
سويكا (باليابانية: スイカ، بالروماجي: Suika)
أداء صوتي: كارين تاكاهاشي

### مملكة العلم و إمبراطورية تسوكاسا
هيوغا (باليابانية: 氷月، بالروماجي: Hyōga)
أداء صوتي: أكيرا إيشيدا
هومورا موميجي (باليابانية: 紅葉 ほむら، بالروماجي: Momiji Homura)
أداء صوتي: أكي تويوساكي
مينامي هوكوتوزاي (باليابانية: 北東西 南، بالروماجي: Hokutōzai Minami)
أداء صوتي: يوكو هيكاسا
أوكيو سايونجي (باليابانية: 西園寺 羽京، بالروماجي: Saionji Ukyō)
أداء صوتي: كينشو أونو
نيكي هانادا / نيكي(باليابانية: 花田 仁姫، بالروماجي: Hanada Niki)
أداء صوتي: أتسومي تانيزاكي
يو أوي (باليابانية: うえい ヨー، بالروماجي: Uei Yō)
أداء صوتي: يوشيكي ناكاجيما
ريوسوي نانامي (باليابانية: 七海 龍水، بالروماجي: Nanami Ryūsui)
أداء صوتي: ريوتا سوزومي
فرانسوا (باليابانية: フランソワ، بالروماجي: Furansowa)
أداء صوتي: مايا ساكاموتو
ميراي شيشيو (باليابانية: 獅子王 未来، بالروماجي: Shishiō Mirai)
أداء صوتي: ماناكا إيوامي

### سكان قرية إيشيغامي
كوكويو (باليابانية: コクヨウ، بالروماجي: Kokuyō)
أداء صوتي: تيتسو كاناو
كينورو (باليابانية: キンロー، بالروماجي: Kinrō)
أداء صوتي: تومواكي ماينو
غينورو (باليابانية: لا نص ياباني بالروماجي: ギンロー)
أداء صوتي: أيومو موراسي
روري (باليابانية: ルリ، بالروماجي: Ruri)
أداء صوتي: رينا أويدا
كاسيكي (باليابانية: カセキ، بالروماجي: Kaseki)
أداء صوتي: موغيهيتو
جاسبير (باليابانية: ジャスパー، بالروماجي: Jasupā)
أداء صوتي: ريوتا تاكيوتشي
تركواز (باليابانية: ターコイズ، بالروماجي: Tākoizu)
أداء صوتي: يو تايتشي
ماغما (باليابانية: マグマ، بالروماجي: Maguma)
أداء صوتي: ياسوهيرو ماميا
مانتيل (باليابانية: マントル، بالروماجي: Mantoru)
أداء صوتي: شين ماتسوشيغي
سويوز (باليابانية: ソユーズ، بالروماجي: Soyūzu)
أداء صوتي: تايتو بان
غانين (باليابانية: ガンエン، بالروماجي: Gan'en)
أداء صوتي: غينكي مورو
روبي (باليابانية: ルビィ، بالروماجي: Rubī)
أداء صوتي: رينا كوندو
ساغارا (باليابانية: サガラ، بالروماجي: Sagara)
أداء صوتي: كانيتا كيموتسوكي

### مملكة التحجر
إيبارا (باليابانية: イバラ، بالروماجي: Ibara)
أداء صوتي: يوتاكا أوياما
أمارليس (باليابانية: アマリリス، بالروماجي: Amaririsu)
أداء صوتي: ساوري أونيشي
كيريسامي (باليابانية: キリサメ، بالروماجي: Kirisame)
أداء صوتي: كايدي هوندو
أواراشي (باليابانية: オオアラシ، بالروماجي: Ōarashi)
أداء صوتي: تايتن كوسونوكي
موزو (باليابانية: モズ، بالروماجي: Mozu)
أداء صوتي: كازويوكي أوكيتسو

### شخصيات أخرى
بياكويا إيشيغامي (باليابانية: 石神 百夜، بالروماجي: Ishigami Byakuya)
أداء صوتي: كيجي فوجيوارا
ليليان واينبرغ (باليابانية: リリアン・ワインバーグ، بالروماجي: Ririan Wainbāgu)
أداء صوتي: لين
كوني لي (باليابانية: コニー・リー، بالروماجي: Konī Rī)
أداء صوتي: هيساكو كانيموتو
شامل فولكوف (باليابانية: シャミール・ヴォルコフ، بالروماجي: Shamīru Vorukofu)
أداء صوتي: شوتارو موريكوبو
داريا نيكيتينا (باليابانية: ダリヤ・ニキーチナ، بالروماجي: Dariya Nikīchina)
أداء صوتي: ريه تاناكا
ياكوف نيكيتينا (باليابانية: ヤコフ・ニキーチン، بالروماجي: Yakofu Nikīchin)
أداء صوتي: كانيهيرا ياماموتو

## وصلات خارجية
- موقع الأنمي الرسمي (باليابانية)
- دكتور ستون على موقع ANN manga (الإنجليزية)